# Michal Kosmál
Michal Kosmál (* 3. května 1974) je bývalý český fotbalový brankář. Po skončení aktivní kariéry působí jako trenér a kouč.

## Fotbalová kariéra
V české lize hrál za SFC Opava. Nastoupil ve 2 ligových utkáních. V nižších soutěžích hrál i za FC SYNOT Staré Město, FC Vítkovice, SK Železárny Třinec, FK Kunovice a FC Hlučín.

## Ligová bilance
| Ročník                                 | Zápasy | Góly | Klub                 |
| -------------------------------------- | ------ | ---- | -------------------- |
| Českomoravská fotbalová liga 1992/93   | -      | 0    | FK Ostroj Opava      |
| Moravskoslezská fotbalová liga 1994/95 | -      | 0    | FC SYNOT Staré Město |
| Moravskoslezská fotbalová liga 1995/96 | -      | 0    | FC SYNOT Staré Město |
| 2. česká fotbalová liga 1996/97        | 25     | 0    | FC Vítkovice         |
| Gambrinus liga 1997/98                 | 2      | 0    | SFC Opava            |
| 2. česká fotbalová liga 1999/00        | 27     | 0    | SK Železárny Třinec  |
| 2. česká fotbalová liga 2000/01        | 3      | 0    | SFC Opava            |
| Moravskoslezská fotbalová liga 2001/02 | -      | 0    | FK Kunovice          |
| 2. česká fotbalová liga 2002/03        | 29     | 0    | FK Kunovice          |
| 2. česká fotbalová liga 2003/04        | 28     | 0    | FK Kunovice          |
| 2. česká fotbalová liga 2004/05        | 12     | 0    | FK Kunovice          |
| 2. česká fotbalová liga 2005/06        | 16     | 0    | FC Hlučín            |
| 2. česká fotbalová liga 2006/07        | 20     | 0    | FC Hlučín            |
| 2. česká fotbalová liga 2007/08        | 29     | 0    | FC Hlučín            |
| 2. česká fotbalová liga 2009/10        | 16     | 0    | FC Hlučín            |
| CELKEM 1. česká liga                   | 2      | 0    |                      |